# Antal Bánkúti
Antal Bánkúti, né le 1er juin 1923 à Piskorovce (Hongrie) et mort le 21 juillet 2001 à Montréal (Canada), est un ancien joueur hongrois de basket-ball.

## Palmarès
- 3e du championnat d'Europe 1946